# Riley LaChance
Riley Jacob LaChance (Brookfield, 31 marzo 1996) è un cestista statunitense.

## Palmarès
- Campionato olandese: 1

Leida: 2020-21